# Campament d'Al Shati
El campament de refugiats d'Al Shati o de la Platja (àrab: مخيّم الشاطئ, muẖayyam ax-Xāṭiʾ, literalment ‘campament de la Platja’) és un campament de refugiats palestí situat al nord de la Franja de Gaza, enfront de la costa mediterrània de la governació de Gaza, i més específicament a la ciutat de Gaza.
La superfície total del campament és de tan sol 727 dúnams (0,727 quilòmetres quadrats). Segons l'Oficina Central d'Estadístiques de Palestina (PCBS), Al-Shati tenia 87.158 habitants a mitjan any 2006, mentre que l'Agència de les Nacions Unides per als Refugiats de Palestina al Pròxim Orient (UNRWA) aporta la xifra de 82.009 refugiats registrats al maig de 2013. Al-Shati és el tercer major campament de refugiats a la Franja de Gaza, i és considerat com una de les zones més densament poblades del món.

## Història
Al-Shati es va crear en 1948 per aproximadament 23.000 palestins que fugien de les ciutats de Jaffa, Lod i Beersheba, així com dels pobles i llogarets propers, durant la Nakba (guerra araboisraeliana de 1948). En 1971, les autoritats israelianes van derrocar més de 2.000 llars per eixamplar les carreteres per motius de seguretat. Uns 8.000 refugiats es van veure forçats a abandonar el campament en direcció al proper projecte urbanístic de Sheikh Radwan a la ciutat de Gaza.

### Ocupació Israeliana
L'1 de novembre de 2000, un nen de 13 anys del campament d'Al-Shati anomenat Ahmad Salman Ibrahim abu-Tayeh va morir d'un tret al cap efectuat per soldats israelians en el transcurs d'una manifestació. Ibrahim Riziq Marzuq Omar, de 15 anys, va morir d'un tret al pit rebut en aquesta mateixa manifestació, que va tenir lloc enfront del lloc de control de Karni. L'1 de desembre, Medhat Muhammad Subhi Jadallah, de 14 anys, va morir d'un tret israelià al cap durant una manifestació.
El 6 d'abril de 2001, Mahmoud Kahlil Muhammad Barakat, un adolescent de 15 anys del campament d'Al Shati, va rebre un tret en el cap durant una manifestació en el lloc de control de Karni. Sis dies després, l'11 d'abril, va morir a causa de les ferides. El 4 de desembre d'aquest mateix any, Muhammad Mahmoud abu-Marsa, de 15 anys, va morir en un atac aeri israelià mentre tornava a casa de l'escola.
L'11 de gener de 2003, Ziad Khalil al-Deifi, de 17 anys i originari del campament de Shati, va morir per una explosió causada per l'exèrcit israelià. El 27 de juny d'aquest mateix any, Muhammad Yehya Mahmoud al-Ghoul, de 14 anys, va morir pels trets realitzats durant una incursió de l'exèrcit israelià en el campament d'Al Shati. El 9 d'agost de 2006, un adolescent palestí anomenat Ahmad Hussein Muhammad al-Mishal va morir pels trets d'un helicòpter israelià mentre treballava en una horta. Tenia 16 anys.
L'1 de febrer de 2008, un noi de 14 anys del campament de Shati va morir de càncer. Es deia Nuraldeen Muhammad Madi, i la seva sol·licitud per abandonar la Franja de Gaza per rebre tractament mèdic havia estat denegada per Israel. El 29 del mateix mes, Ala Ayman Omar al-Burno, de 17 anys, va morir enfront d'una comissaria de policia de Shati per l'impacte d'un míssil llançat des d'un helicòpter israelià. El 27 de desembre d'aquest any, en el context de la Guerra de Gaza de 2008-2009, l'exèrcit israelià va matar Mazen Ahmad Muhammad Matar (15 anys) al campament d'Al Shati. El 5 de gener de 2009, un bombardeig naval israelià va matar a la seva casa a un matrimoni i els seus cinc fills, entre ells Sayed Amr Riziq Saber abu-Eisha, de 12 anys, la seva germana Gaida de 8 anys i el seu germà Muhammad de 10. Un dia després, Abdul-Jalil Hasan Abdul-Jalil al-Hels, de 8 anys, va morir quan un míssil israelià va impactar en un cotxe de policia aparcat a prop.
El 18 de novembre de 2012, un bombardeig de l'aviació israeliana va matar Tasneem Nahal al camp de refugiats d'Al Shati. Tenia 9 anys. El 30 d'abril de 2013, Israel va reprendre la seva política d'assassinats selectius a Gaza amb un atac sobre Haytham Al Mishal, de 24 anys i resident d'Al Shati, qui va morir en l'acte. El 4 d'agost de 2014, durant la guerra de Gaza de 2014, una nena de 8 anys va morir i 30 persones van resultar ferides per un bombardeig israelià en el campament. Aquest atac va tenir lloc minuts abans de l'entrada en vigor d'un alto-el-foc unilateral israelià, segons fonts israelianes, o minuts després segons fonts palestines.

## Economia

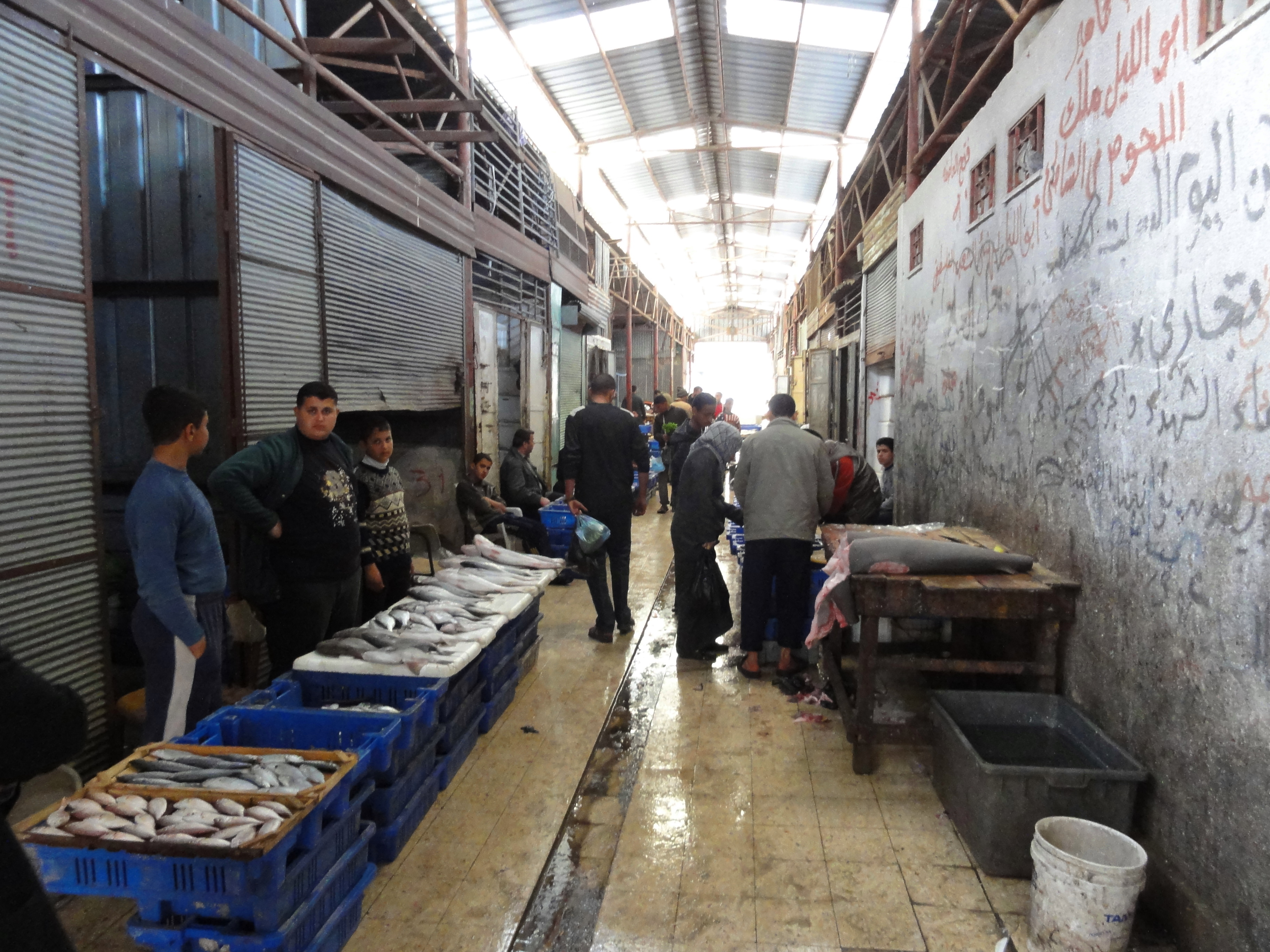
Llotja del campament d'Al Shati

Abans de setembre de 2000, moment en el qual Israel va establir el bloqueig de la Franja de Gaza a causa de la violència de la Segona Intifada, la majoria dels treballadors d'Al Shati eren peons a Israel o treballaven en l'agricultura. Avui, alguns refugiats treballen en fàbriques i tallers de costura. Un important nombre de les 2.453 famílies del campament depenen de la pesca com a mitjà de vida. No obstant això, la prohibició de pescar més enllà de 6 milles nàutiques de la costa establerta per la marina israeliana ha destruït molts mitjans de vida i ha augmentat la pobresa. El campament té un sistema de clavegueram, un centre de salut i 18 centres educatius emplaçats en 9 edificis diferents. També disposa d'un centre comunitari per a la rehabilitació que, obert en 1997 gràcies a l'ajuda del govern del Japó, atén a 74 refugiats discapacitats. La desocupació ha crescut exponencialment des que Israel va imposar el seu bloqueig sobre la Franja de Gaza i una enorme part de la població d'Al Shati depèn de l'ajuda alimentària i monetària que els proporciona UNRWA. Unes 2.500 famílies són considerades en extrema pobresa. La prohibició d'entrada de ciment ha fet impossible construir o reparar els refugis del campament, i fins a un 90% de l'aigua a la zona no és apta per al consum humà. El pobre subministrament elèctric i els freqüents talls d'electricitat són problemes afegits del campament.

## Gent d'Al-Shati
- Ismail Haniya, de facto Primer Ministre de l'Autoritat Nacional Palestina
- Rashid Masharawi, director de cinema
- Said Seyam, Minsitre de l'Interior de l'Autoritat Nacional Palestina amb base a Gaza, assassinat
- Yasser Elshantaf, empresari palestí que viu a Alemanya